# Ctenomys perrensi
Ctenomys perrensis és una espècie de mamífer rosegador histricomorf de la família dels ctenòmids. És endèmic de l'Argentina. Fou anomenat en honor de Richard Perrens, un col·leccionista establert a l'Argentina.